# Idneodes
Idneodes é um gênero de mariposa pertencente à família Crambidae.